# Norman Gale
Norman Rowland Gale (* 4. März 1862 in Kew/Surrey; † 7. Oktober 1942) war ein britischer Kinderbuchautor, Lyriker und Erzähler.
Gales erste Gedichtebände erschienen in kleinen Privatdrucken, und erst mit dem Band Violet wurde er einem größeren Publikum bekannt. Größeren Erfolg hatte er mit Gedichtbänden wie A Country Muse (1892), A Coutry Muse: New Collection (1893), den Orchard Songs, die in 100 Jahren fünfzehnmal aufgelegt wurden, und den Cricket Songs, die zwölf Auflagen erlebten. 2008 erschien in Deutschland eine deutsch-englische Ausgabe seines Katzen-Struwwelpeters mit den Originalillustrationen des englischen Katzenmalers Louis Wain und der deutschen Übersetzung von Walter Sauer.

## Werke
- Unleavened Bread: Simple Verses, 1885
- Primulas and Pansies: Simple Verses, 1886
- Marsh Marigolds, 1888
- Anemones, 1889
- Meadowsweet, 1889
- Thistledown, 1890
- Cricket Songs and other Trifling Verses, 1890
- Violets, 1891
- Gorillas, 1891
- Prince Redcheek, 1891
- A Candid Cuckoo, 1891
- A June Romance, 1892
- A Country Muse, 1892
- A Country Muse, New Series, 1893
- A Fellowship in Song, 1893
- Orchard Songs, 1893
- A Cotswold Village, 1893
- Cricket Songs, 1894
- On Two Strings, 1894
- Saga and Song, 1895
- Holly and Mistletoe, 1895
- All Expenses Paid, 1895
- Songs for Little People, 1896
- Barty's Star, 1903
- More Cricket Songs, 1905
- A Book of Quatrains, 1909
- Song in September, 1912
- Solitude, 1913
- Country Lyrics, 1913
- A Famous Bookshop, 1914
- A Merry-Go-Round of Song, 1919
- Verse in Bloom, 1924
- A Book of Quatrains, 1925
- A Flight of Fancies, 1926
- Two Cricket Songs, 1926
- Messrs. Bat and Ball, 1930
- Close of Play, 1936
- Remembrances, 1937
- Brackenham Church, 1938
- Love-in-a-Mist, 1939
- His Testament' and Settled, 1939
- Unpigeonholed, 1940